# Ploiaria hirticornis
Ploiaria hirticornis är en insektsart som först beskrevs av Banks 1909.  Ploiaria hirticornis ingår i släktet Ploiaria och familjen rovskinnbaggar. Inga underarter finns listade i Catalogue of Life.